# Grüne Jugend
Ne doit pas être confondu avec les Junge Ökologen, mouvement de jeunesse du Parti écologiste-démocrate.
La Grüne Jugend (GJ), en français : « Jeunesse verte », est le mouvement de jeunesse du parti politique allemand Alliance 90 / Les Verts. 

## Positions politiques
Le mouvement de jeunesse étant indépendant du parti, leurs positions divergent sur certaines questions où le mouvement se révèle plus radical. C'est notamment le cas en ce qui concerne la politique climatique et la sortie du charbon, la légalisation des drogues, la gratuité de l'enseignement supérieur, la politique européenne ainsi que la lutte contre les discriminations. En matière de nucléaire, la Jeunesse Verte manifeste activement contre le transport « Castor ». En termes de numérisation, elle défend une liberté maximale de la société de l'information et soutient les logiciels libres. 
La Jeunesse Verte a exprimé en 2012 son désaccord avec une interdiction de l'inceste qui violerait la dignité humaine,. 
Le 1er avril 2013, la Jeunesse Verte lançait en coopération avec la Linksjugend Solid, la campagne Ich-bin-linksextrem (en français, Je-suis-extrémiste-de-gauche) afin de dédiaboliser l'extrémisme,. 
En juin 2016, à l'occasion du championnat d'Europe de football, la Jeunesse Verte de Rhénanie-Palatinat a appelé les fans de football à renoncer à l'utilisation du drapeau national allemand, le patriotisme devant être selon elle rejeté comme une forme de nationalisme surtout « lorsqu'il emprunte une forme agressive et stigmatise l'autre comme un ennemi ». Cela a conduit, sur Internet, à des menaces de mort, tandis diverses personnalités politiques ont exprimé publiquement leur opposition à cet appel. La Jeunesse Verte a réagi à l'hostilité et aux critiques en réaffirmant sa demande : « Nous insistons : célébrons le foot, pas la nation ! ». 

## Histoire

### Origines (jusqu'en 1988)
Avant même le milieu des années 1980 se formèrent dans quelques écoles de premiers les premiers « groupes d’étudiants politiques » proches des Verts. La toute première fondation d'une Jeunesse verte en tant que telle a eu lieu en Basse-Saxe avec le Grüne Jugend Braunschweig (GJBS), dès le printemps 1981. Parallèlement à cela se développa un réseau indépendant du parti, prenant le nom de GA-BA-Spektrum. Mais, alors que la fusion de ces différentes organisations semblait critique, aucune initiative politique ne vint après deux congrès fédéraux en 1987.

### Premières fondations au niveau régional (1988-1991)
Pour la première fois, un parti local reconnut un mouvement de jeunesse en 1989 dans le Schleswig-Holstein, un an après la fondation de ce dernier,. 
L'année 1991 a été marquée par la création de plusieurs associations au niveau des États fédérés, avec celles de la Hesse et du Bade-Wurtemberg.

### Fondation de la Grün-Alternativen Jugendbündniss (niveau fédéral, à partir de 1994)
La Jeunesse Verte a été fondée en 1994 à Hanovre sous le nom de Grün-Alternativen Jugendbündniss (Alliance de la Jeunesse des alternatives vertes en français, GAJB).
| Association fédérée                | Porte-paroles ou Président et présidente | Fondation |
| ---------------------------------- | ---------------------------------------- | --------- |
| Bade-Wurtemberg                    | Lena Christin Schwelling, Marcel Roth    | 1991      |
| Bavière                            | Saskia Weishaupt, Sebastian Hansen       | 1992      |
| Berlin                             | Annkathrin Esser, Jana Brix              | 1992      |
| Brandebourg                        | Ricarda Budke, Robert Funke              | 2000      |
| Brême                              | Lea Schweckendiek, Simon Metzger         |           |
| Hambourg                           | Rosa Domm, Emilia Fester                 | 1994      |
| Hesse                              | Nele Siedenburg, Sebastian Durchholz     | 1991      |
| Mecklembourg-Poméranie-Occidentale | Gina Güsmer, Nico Hartmann               | 2005      |
| Basse-Saxe                         | Carolin Miesner, Timon Dzienus           | 1994      |
| Rhénanie-du-Nord-Westphalie        | Lena Zingsheim, Michael Röls             | 1999      |
| Rhénanie-Palatinat                 | Maja Brager, Benjamin Buddendiek         | 1994      |
| Sarre                              | Jeanne Dillschneider, Nick Lohmann       | 1993      |
| Saxe                               | Sophia Mlejnek, Holger Holly Erthel      | 1992      |
| Saxe-Anhalt                        | Léonie Köhler, Samuel Sonderhoff         | 2003      |
| Schleswig-Holstein                 | Hannah Wolf, Finn Petersen               | 1988      |
| Thuringe                           | Laura Wahl, Fabian Gabriel               | 1997      |

### Dirigeants nationaux
- Jusqu'en 2019 : Moritz Heuberger et Jamila Schäfer
- 2017-2019 : Ricarda Lang et Max Lucks (en)
- Depuis 2019 : Georg Kurz et Anna Peters